# 전가복
전가복(全家福)은 각종 해산물과 버섯을 넣어서 만든 중국 음식이다.

## 명칭
전가복의 명칭은 두 가지로 해석될 수 있는데 바다 속 온갖 진귀한 해물을 다 넣어 만든 행복하게 먹을 수 있는 요리라는 뜻이 있고, 이름 그대로 온 가족이 행복하게 먹을 수 있는 요리, 온 가족의 행복을 기원하는 요리라는 뜻이 있다. '전가복'이라는 말은 '가족 사진'이라는 뜻도 담겨 있어 일반적으로는 후자의 뜻으로 이해한다.

## 조리법
전복, 관자, 새우, 해삼, 갑오징어 등의 해산물을 비롯한 모든 재료는 끓는 물에 데친다. 마른 팬에 고소한 맛을 위해 식물성 기름 대신 돼지고기 기름(라드)을 두르고 대파, 마늘, 생강으로 향을 낸다. 송이, 표고버섯, 각종 야채를 비롯한 모든 재료를 볶는다. 양념은 굴소스, 노두유(老豆油)로 간을 하고, 거의 다만들어지면 산초유(花椒油)로 볶아내 완성한다.